# Langstaartige Indische boommuis
De langstaartige Indische boommuis (Vandeleuria oleracea) is een knaagdier uit het geslacht Vandeleuria dat voorkomt van Sri Lanka, India en Nepal tot Vietnam. In Thailand zijn fossielen bekend sinds het Laat-Plioceen, ook in gebieden waar de soort nu niet voorkomt.
Het is een kleine muis met een lange, spaarzaam behaarde staart. De vijfde teen en vinger hebben geen klauw; de vijfde teen kan waarschijnlijk tegenover de andere tenen geplaatst worden. De rug is bruin, de buik wit. De staart is donker van kleur. De achtervoeten zijn licht. Vrouwtjes hebben acht mammae. Exemplaren uit Karnataka (ondersoort oleracea) hebben het karyotype 2n=28, exemplaren uit Himachal Pradesh en Uttar Pradesh (ondersoort dumeticola) hebben 2n=29. In Thailand, waar V. o. dumeticola voor zou moeten komen, is zowel 2n=26 als 2n=28 gevonden.
Deze muis leeft in bomen en is 's nachts actief. Hij eet knoppen, fruit en insecten. Hij bouwt zijn nest in holle bomen. Per keer worden er drie tot zes jongen geboren.
De beide ondersoorten, V. o. oleracea uit Zuid-India en Sri Lanka en V. o. dumeticola uit Noord-India, Nepal, Bangladesh, Myanmar, Laos en Vietnam, verschillen in kleur (de rug is lichtbruin bij oleracea, maar donker- of roodbruin bij dumeticola) en in grootte (oleracea is iets groter).
In onderstaande tabel is de grootte van de beide ondersoorten opgenomen:
| Maat             | V. o. oleracea | V. o. dumeticola |
| ---------------- | -------------- | ---------------- |
| Kop-romplengte   | 60-105         | 53-78            |
| Achtervoetlengte | 14-20.5        | 15-20            |
| Oorlengte        | 12-19          | 11-15            |

Vandeleuria nilagirica · Vandeleuria nolthenii · Langstaartige Indische boommuis (Vandeleuria oleracea)